# 宇部市立常盤小学校
宇部市立常盤小学校（うべしりつときわしょうがっこう）は、山口県宇部市西岐波にある公立小学校。

## 概要
西日本旅客鉄道（JR西日本）宇部線の常盤駅より北東に約1kmの山口宇部道路沿線に位置する。宇部市立恩田小学校および宇部市立西岐波小学校の児童数の増加に伴い両小学校の校区を分離し、1978年（昭和53年）4月に開校した。校区内は住宅地と田畑が混在する地域となっており、校区の西側には常盤池の周囲に整備されたときわ公園が広がる。
校区の南側は周防灘に面し、西側に恩田・琴芝、北側に神原・上宇部、東側に西岐波の各校区が接する。周防国に属した旧西岐波村と、長門国に属した旧宇部市との境界に位置するため、校区内には両国の旧国境が通る。校区南側の海上には山口宇部空港の滑走路の一部が広がるが、同空港の敷地はすべて恩田校区に含まれる。
独自の教育として、1979年（昭和54年）から1985年（昭和60年）にかけて秋吉台少年自然の家での宿泊訓練が行われていた。その後、1990年（平成2年）に同施設で、1991年（平成3年）には校区内のときわ公園内にある「常盤青年の家」で実施されたが、それ以降は行われていない。

## 沿革
- 1975年（昭和50年）1月11日 - 校名が常盤小学校に決定（当時の新田宇部市長が命名）。
- 1977年（昭和52年）9月20日 - 校章決定。
- 1978年（昭和53年）
  - 4月8日 - 開校。校旗授与。
  - 6月8日 - PTA発足。
- 1979年（昭和54年）2月16日 - 校歌制定。
- 1982年（昭和57年）9月20日 - 開校5周年記念事業の校訓碑が完成。
- 1994年（平成6年）2月20日 - KRY母と子のコーラスフェスティバル特別賞「熱演賞」受賞。
- 1997年（平成9年）11月17日 - 開校20周年記念事業で桜10本を植樹。
- 2001年（平成13年）8月13日 - 山口きらら博グランプリ受賞。
- 2008年（平成20年）11月20日 - 優良PTA文部科学大臣表彰受賞。

## 校章・校歌

### 校章
1977年（昭和52年）9月に、宇部市章と「ときわれんげ」を基に校章が制定された。

### 校歌
1979年（昭和54年）2月に制定。作詞・作曲は常盤小学校職員。

## 通学区域
- 常盤全区、上宇部10-2区（15班、16班、17班に限る）[3]

## 進学先中学校
- 宇部市立西岐波中学校、宇部市立常盤中学校[4]

## 最寄駅
- 西日本旅客鉄道（JR西日本）宇部線 常盤駅

## 出身者
- 道重さゆみ（モーニング娘。）